# Llorenç Pagans i Julià
Llorenç Pagans i Julià (Cervià de Ter, Gironès 1833 - París, França 1883) fou un músic complet: cantant, organista i guitarrista.
Als vuit anys formà al cor de la catedral de Girona, que dirigia el sacerdot Josep Barba. Als disset anys se li confià la plaça d'organista de Santa Maria del Mar, de Barcelona, però poc temps després s'allistà com a cantant en una companyia d'òpera que actuà a Maó (Menorca) durant un mes.
Va actuar com a baríton en companyies d'òpera, però va fer més nom a París, com a intèrpret de cançons espanyoles. El pintor impressionista Edgar Degas, el pare del qual era amic del músic gironí, el retratà com a mínim tres vegades. Un d'aquests retrats és al Musée d'Orsay de París.
A París cultivà l'amistat d'Alexandre Dumas (fill) i d'altres literats i músics cèlebres. Pel seu estil, delicadesa, i exquisida dicció i depurada vocalització, es feu un nom envejable a París. Pagans es dedica a l'ensenyança del cant, figurant entre els seus deixebles Elisa Volpini, Elena Sanz, Jeanne Granier i Graziani i Verger.
En ple període de la Commune, la vídua de Rossini li confià els manuscrits inèdits del seu marit, i Pagans els va tenir en el seu poder fins que un anglès els comprà per 200.000 francs.
Els seus papers i la seva biblioteca personal es conserven a la Biblioteca Pública de Girona.